# Julie Sommars
Julie Sommars (Fremont, 15 aprile 1942) è un'attrice statunitense.

## Biografia
Nata a Fremont e cresciuta nel Midwest. Attrice sin da quando aveva 18 anni, recita in alcuni film, tra cui Herbie al rally di Montecarlo (1977), nella parte di Diane, e appare in numerose serie televisive durante gli anni sessanta e settanta. Sposatasi quattro volte, ha sei figli. Ha smesso dal 1994 l'attività di attrice, dopo aver partecipato a 94 episodi del telefilm Matlock.
Nel corso della sua carriera ha vinto un Golden Globe per la miglior attrice in una serie commedia o musicale per il suo ruolo in The Governor & J.J. nel 1970, ed è stata candidata al Golden Globe per la miglior attrice non protagonista in una serie per Matlock nel 1990.

## Filmografia

### Cinema
- Sex and the College Girl, regia di Joseph Adler (1964)
- Il massacro dei Sioux (The Great Sioux Massacre), regia di Sidney Salkow (1965)
- Come utilizzare la garçonniere (The Pad and How to Use It), regia di Brian G. Hutton (1966)
- Herbie al rally di Montecarlo (Herbie Goes to Monte Carlo), regia di Vincent McEveety (1977)

### Televisione
- Letter to Loretta – serie TV, 1 episodio (1960)
- L'uomo del mare (See Hunt) – serie TV, 1 episodio (1960)
- Le grandi fiabe (Shirley Temple's Storybook) – serie TV, 1 episodio (1960)
- Holiday Lodge – serie TV, 1 episodio (1961)
- The Tall Man – serie TV, 1 episodio (1961)
- Outlaws – serie TV, episodio 2x06 (1961)
- La grande avventura (The Great Adventure) – serie TV, episodio 1x14 (1964)
- Bonanza – serie TV, episodio 5x27 (1964)
- Slattery's People – serie TV, 1 episodio (1965)
- Flipper – serie TV, 1 episodio (1965)
- Perry Mason – serie TV, 1 episodio (1965)
- Mr. Novak – serie TV, episodio 2x28 (1965)
- Ben Casey – serie TV, episodio 5x06 (1965)
- Death Valley Days – serie TV, 2 episodi (1964-1966)
- Gunsmoke – serie TV, 4 episodi (1964-1966)
- Corri e scappa Buddy (Run Buddy Run) – serie TV, episodio 1x08 (1966)
- Polvere di stelle (Bob Hope Presents the Chrysler Theatre) – serie TV, 1 episodio (1966)
- Il fuggiasco (The Fugitive) – serie TV, 2 episodi (1965-1966)
- Organizzazione U.N.C.L.E. (The Man from U.N.C.L.E.) – serie TV, 2 episodi (1965-1967)
- Gli invasori (The Invaders) – serie TV, 1 episodio (1967)
- Due avvocati nel West (Dundee and the Culhane) – serie TV, 1 episodio (1967)
- He & She – serie TV, 1 episodio (1967)
- Get Smart – serie TV, 1 episodio (1968)
- European Eye, regia di Lamont Johnson – film TV (1968)
- Squadra speciale anticrimine (The Felony Squad) – serie TV, episodi 2x20-3x03 (1968)
- Al banco della difesa (Judd for the Defense) – serie TV, 1 episodio (1968)
- Reporter alla ribalta (The Name of the Game) – serie TV, 1 episodio (1968)
- Il virginiano (The Virginian) – serie TV, episodio 7x13 (1968)
- F.B.I. (The F.B.I.) – serie TV, 3 episodi (1967-1969)
- Lancer – serie TV, episodio 1x25 (1969)
- Love, American Style – serie TV, 1 episodio (1970)
- The Governor & J.J. – serie TV, 39 episodi (1969-1970)
- Robert Young and the Family, regia di Bud Yorkin – film TV (1971)
- Five Desperate Women, regia di Ted Post – film TV (1971)
- The Harness, regia di Boris Sagal – film TV (1971)
- How to Steal an Airplane, regia di Leslie H. Martinson – film TV (1971)
- Difesa a oltranza (Owen Marshall, Counselor at Law) – serie TV, 1 episodio (1972)
- Rex Harrison Presents Stories of Love, regia di John Badham, Arnold Laven – film TV (1974)
- Thriller – serie TV, 1 episodio (1974)
- Fools, Females and Fun, regia di Lou Antonio – film TV (1974)
- Harry O – serie TV, 1 episodio (1974)
- Agenzia Rockford (The Rockford Files) – serie TV, 1 episodio (1974)
- Uno sceriffo a New York (McCloud) – serie TV, 2 episodi (1971-1974)
- Switch – serie TV, 1 episodio (1975)
- La famiglia Holvak (The Family Holvak) – serie TV, 1 episodio (1975)
- Three for the Road – serie TV, 1 episodio (1975)
- Ellery Queen – serie TV, episodio 1x08 (1975)
- Bronk – serie TV, 1 episodio (1976)
- Jigsaw John – serie TV, 1 episodio (1976)
- McMillan e signora (McMillan & Wife) – serie TV, 1 episodio (1977)
- Colorado (Centennial) – miniserie TV, 1 episodio (1979)
- Sex and the Single Parent, regia di Jackie Cooper – film TV (1979)
- Barnaby Jones – serie TV, 2 episodi (1974-1979)
- Alle soglie del futuro (Beyond Westworld) – serie TV, 1 episodio (1980)
- Fantasilandia (Fantasy Island) – serie TV, 2 episodi (1978-1980)
- Insight – serie TV, 1 episodio (1980)
- Devlin & Devlin – serie TV, 1 episodio (1982)
- Magnum, P.I. – serie TV, 1 episodio (1982)
- Cave In!, regia di Georg Fenady – film TV (1983)
- Emergency Room, regia di Lee H. Katzin – film TV (1983)
- Fifty/Fifty – serie TV, 1 episodio (1984)
- Rituals – serie TV (1984)
- Perry Mason: The Case of the Glass Coffin, regia di Christian I. Niby II – film TV (1991)
- Detective in corsia (Diagnosis Murder) – serie TV, 1 episodio (1994)
- Matlock – serie TV, 94 episodi (1987-1994)

## Doppiatrici italiane
- Vittoria Febbi in Herbie al rally di Montecarlo, Matlock